# محاصره یونگوون
محاصره یونگ‌وون (انگلیسی: Siege of Yeongwon) یکی از نبردهای تهاجم ژاپن به کره (۱۵۹۸–۱۵۹۲) بود.